# Sylwizaur
Sylwizaur (Silvisaurus) – roślinożerny dinozaur z rodziny nodozaurów (Nodosauridae).
Żył w okresie kredy (ok. 115–95 mln lat temu) na terenach Ameryki Północnej. Długość ciała ok. 4 m, wysokość ok. 1,5 m (czaszka 33 x 25 cm). Jego szczątki znaleziono w USA (w stanie Kansas).